# 郎祖筠
郎祖筠（1965年4月5日—），臺灣導演、演員，滿族鑲紅旗鈕祜祿氏，臺中市人，籍貫遼寧省錦州縣，畢業於國立臺北藝術大學戲劇系，現任春河劇團團長。

## 生平

### 家庭生活
1965年，郎祖筠在臺中市出生，她是满族鈕祜祿氏的後裔。她的父親郎承林，人稱「郎叔」，1949年前後來到台灣，曾服務於台灣電影製片廠，是台灣早期電影從業人員，1969年進入臺灣電視公司服務，負責美工組搭景班工作至1992年退休，她的母親黃秋菱是在中壢出生的客家人。

### 事業經歷
從國立藝術學院戲劇系畢業後，她在1991年以電視綜藝節目「連環泡」進入演藝圈。
1997年，她以《我們一家都是人-台灣精神》入圍金鐘獎最佳女配角。
此後，她陸續從事於舞台劇、導演、主持、相聲、電視、電影、廣播、配音、廣告、教學、公益活動、演講、傳統戲曲、寫作等不同領域。
1999年，她以主持民視《非常生活》入圍金鐘獎最佳社會教育文化節目主持人；同年8月26日，循古禮正式拜「人間國寶」相聲大師吳兆南為師，學習相聲，成為其門下唯一女弟子。
2000年3月，她創辦了春禾劇團；同年，她以主持八大電視《台灣柑芭茶》與趙自強共同榮獲第四屆有線電視金視獎個人技術獎/綜藝主持人獎。
2001年，她成立《春禾表演學堂》及《藝人表演學堂》，以多年教學經驗教授「表演潛能開發」。
2003年，她以中視《愛情哇沙米》入圍金鐘獎最佳單元劇製作人、最佳女主角、最佳男配角、最佳導演等四項獎項；同年，她應實踐大學音樂系聘請教授劇場藝術。
2006年，她在「吳兆南相聲劇藝社」參與演出的相聲作品《吳党所踪-下回分解》榮獲金曲獎傳統暨藝術音樂作品類最佳戲曲專輯獎；同年，她受邀擔任第43屆金馬獎華語影片競賽評審委員。
2007年，她受邀擔任第42屆金鐘獎戲劇類評審委員；同年，她受新加坡新傳媒第8頻道邀請擔任年度選秀節目《才華橫溢出新秀2007》固定評審委員，又受TVBS邀請擔任其黃金頻道年度選秀節目《決戰第一名》固定評審委員。同年，與摩阿文創合作創立「FUN演生活學」品牌，經常受邀四處演講，成為超人氣的企業講師。
2008年，她受邀擔任第43屆金鐘獎迷你劇評審委員；同年，她受公視邀請擔任《人生劇展》評審委員。
2009年，她再度受邀擔任《人生劇展》評審委員，並受邀擔任《明星藝能學校-戲劇班》指導教師；同年，春禾劇團製作的大愛電視台真善美劇場電視劇《有你真好》入圍第44屆金鐘獎戲劇類女配角及攝影獎；此外，她還與夏克立以主持客家電視台《奧林P客》節目入圍第44屆金鐘獎兒童少年節目主持人獎。
2011年，她與夏克立再度以主持客家電視台《奧林P客》節目入圍第46屆金鐘獎兒童少年節目主持人獎；同年，她獲邀擔任第48屆金馬獎華語影片競賽評審委員。
2013年，她擔任公視人生劇場《當我們同在一起》導演。
2016年，原本春禾劇團更名為春河劇團，並於同年5月推出舞台劇《千年婆媳夾心餅－我妻我母我丈母娘》重返演出舞台。

## 演出作品

### 舞台劇
| 年份         | 劇團                                   | 劇名                                                        |
| 1990年       | 表演工作坊                             | 《非要住院》                                                |
| 1990年       | 表演工作坊                             | 《來，大家一起來跳舞》                                      |
| 1992年       | 表演工作坊                             | 《推銷員之死》                                              |
| 1994年       | 綠光劇團                               | 《領帶與高跟鞋》                                            |
| 1996年       | 表演工作坊                             | 《情聖正傳》                                                |
| 1997年       | 綠光劇團                               | 《結婚？結昏！~辦桌》                                       |
| 1998年       | 綠光劇團                               | 《領帶與高跟鞋PART2-同學會》                                |
| 1999年       | 表演工作坊                             | 《十三角關係》                                              |
| 1999年       | 綠光劇團                               | 《結婚？結昏！~辦桌》                                       |
| 1999年       | 九九劇團                               | 《九九狂講曲》（脫口秀）                                    |
| 2000年       | 九九劇團                               | 《九九狂講二部曲》（脫口秀）                                |
| 2001年       | 春禾劇團                               | 《愛情哇沙米》（歌舞劇）                                    |
| 2001年       | 春禾劇團                               | 《歡喜鴛鴦樓之Q版救風塵》（歌舞劇）                         |
| 2002年       | 春禾劇團                               | 《春禾十八招》                                              |
| 2002年       | 春禾劇團                               | 《台灣怪奇之錄：家屬答禮》（脫口秀）                        |
| 2002年       | 春禾劇團                               | 《梁山伯與祝英台》（第五屆台北藝術節閉幕作品）              |
| 2003年       | 春禾劇團                               | 《狀況來了問題不大之女人瘦不了》（脫口秀）                  |
| 2003年       | 春禾劇團                               | 《愛情有什麼道理》（歌舞劇）                                |
| 2003年       | 春禾劇團                               | 《媽在江湖》（歌舞劇）                                      |
| 2003年       | 春禾劇團                               | 《有錢沒命花》                                              |
| 2004年       | 如果兒童劇團                           | 《你不知道的白雪公主》                                      |
| 2004年       | 春禾劇團                               | 《台北上午零時》（第六屆台北藝術節與明華園合作）            |
| 2004年       | 春禾劇團                               | 《皆大歡喜-郎強秀》（脫口秀）                               |
| 2005年       | 綠光劇團                               | 《求證》                                                    |
| 2005年       | 綠光劇團                               | 《都是當兵惹的禍》                                          |
| 2005年       | 綠光劇團                               | 《女人要愛不要懂》                                          |
| 2006年       | 愛樂劇工廠                             | 《約瑟的神奇彩衣》（安德魯·洛伊·韋伯音樂劇）                |
| 2007年       | 台北新劇團                             | 《原野》（由京劇大師李寶春編寫/演出）                       |
| 2008年       | 表演工作坊                             | 《寶島一村》                                                |
| 2008年       | 春禾劇團                               | 《梁祝》（黃梅調音樂劇，春禾劇團封箱作品）                  |
| 2009年       | 表演工作坊                             | 《寶島一村》                                                |
| 2009年       | 如果兒童劇團                           | 《你不知道的白雪公主》                                      |
| 2009年       | 蘭陵劇團                               | 《荷珠新配》                                                |
| 2009年       | 台北市立交響樂團 ＆西班牙Per Poc偶劇團 | 《偶！羅蜜歐》（擔任說書人〉                                |
| 2009年       | 春禾劇團                               | 《梁祝》（應台中市政府之邀於台中圓滿戶外劇場演出）          |
| 2010年       | 表演工作坊                             | 《寶島一村》                                                |
| 2011年       | 表演工作坊                             | 《寶島一村》                                                |
| 2011年       | 全民大劇團                             | 《當岳母刺字時…媳婦是不贊成的!》                            |
| 2012年       | 全民大劇團                             | 《當岳母刺字時…媳婦是不贊成的!》                            |
| 2014年       | 陳亞蘭歌仔戲                           | 《牛郎織女》                                                |
| 2016、2017年 | 春河劇團                               | 《千年婆媳夾心餅─我妻我母我丈母娘》（春河劇團復出舞台作品） |
| 2017年       | 果陀劇場                               | 《接送情》                                                  |
| 2018年       | 春河劇團                               | 《愛情哇沙米》                                              |
| 2019、2020年 | 春河劇團                               | 《大家安靜30》                                              |
| 2019、2021年 | 春河劇團                               | 《當我們同在一起》（2021年為直播場）                        |
| 2020、2021年 | 春河劇團                               | 《救救歡喜鴛鴦樓》（2021年因疫情為網路播映場）              |
| 2020年       | 金星文創                               | 《明星養老院》                                              |
| 2020、2021年 | 春河劇團                               | 《四季的童話》（線上場，原名《春禾十八招》）                |
| 2021年       | 春河劇團                               | 《好好愛我 青春追夢人 校園歌喉讚》                          |
| 2022年       | 春河劇團                               | 《魔法阿媽》                                                |
| 2024年       | 春河劇團                               | 《第三者》                                                  |
| 2025年       | 春河劇團                               | 《老闆~來碗陽春麵！》                                       |
| 2025年       | 春河劇團                               | 《詭哭郎嚎》                                                |

### 相聲
| 年份   | 劇團             | 劇名                                         |
| 2000年 | 吳兆南相聲劇藝社 | 《佛曰：不可說！夫子曰：大聲說！》           |
| 2002年 | 吳兆南相聲劇藝社 | 《中華民國在台灣》                           |
| 2002年 | 吳兆南相聲劇藝社 | 《吳中聲有》                                 |
| 2003年 | 吳兆南相聲劇藝社 | 《吳室聲蜚》                                 |
| 2004年 | 吳兆南相聲劇藝社 | 《吳党所蹤》                                 |
| 2004年 | 吳兆南相聲劇藝社 | 《吳党所蹤》                                 |
| 2005年 | 吳兆南相聲劇藝社 | 《吳雞之談》                                 |
| 2005年 | 吳兆南相聲劇藝社 | 《吳雞之談》（赴休士頓、舊金山、洛杉磯演出） |
| 2005年 | 台北曲藝團       | 《笑熬江湖》                                 |
| 2006年 | 吳兆南相聲劇藝社 | 《天下吳男事》                               |
| 2006年 | 吳兆南相聲劇藝社 | 《中華民國在台灣Ⅱ》之台灣好                  |
| 2008年 | 吳兆南相聲劇藝社 | 《吳間道》                                   |
| 2010年 | 吳兆南相聲劇藝社 | 《吳聊》                                     |
| 2011年 | 吳兆南相聲劇藝社 | 《百年相聲．起藝吧！》                       |
| 2011年 | 吳兆南相聲劇藝社 | 《百年相聲．起藝吧！》（赴馬來西亞巡迴演出） |
| 2012年 | 吳兆南相聲劇藝社 | 《百年相聲．起藝吧！》（赴美西巡迴演出）     |
| 2012年 | 吳兆南相聲劇藝社 | 《相聲憂末日？幽默日！》                     |
| 2013年 | 吳兆南相聲劇藝社 | 《相聲．愛你一生》《兩岸笑星會》             |
| 2014年 | 吳兆南相聲劇藝社 | 《步步驚喜之吳門真煩傳》                     |
| 2015年 | 吳兆南相聲劇藝社 | 《兩岸笑星會II》                             |

### 電視劇
| 頻道       | 劇名                                     | 角色         |
| 中視       | 《琉璃花》                               | 劉海音       |
| 中視       | 《美麗》                                 | 王亦蓁       |
| 中視       | 《夜來香》                               | 常霜霜       |
| 中視       | 《曉光》                                 | 筱玲         |
| 中視       | 《愛情哇沙米》                           | 吳太太       |
| 中視       | 《原味的夏天》                           | 嚴總         |
| 中視       | 《稍息立正我愛你》                       | 傅能良       |
| 台視       | 《再嫁》                                 | 彩羽         |
| 台視       | 《嘯阿義。聖阿珠》                       | 阿月         |
| 台視       | 《名揚四海》                             | 鄒雪棻       |
| 台視       | 《求婚事務所》                           | 梁霈華       |
| 台視       | 《徵婚啟事》                             | 林美吟       |
| 台視       | 《植劇場－姜老師，妳談過戀愛嗎？》       | 林姐         |
| 台視       | 《鐘樓愛人》                             | 王母         |
| 華視       | 《連環泡》                               |              |
| 華視       | 《全家福》言教不如身教                   | 安烈之母     |
| 華視       | 《六壯士之專諸刺秦王》                   |              |
| 華視       | 《華視劇展 小市民的天空系列》            | 素雲         |
| 華視       | 《劉伯溫傳奇》國師艷遇                   | 梁冷月       |
| 華視       | 《劉伯溫傳奇》賣菜巡按                   | 包若花       |
| 華視       | 《凡夫俗女》                             | 金芳         |
| 華視       | 《看月娘》                               |              |
| 華視       | 《一家都是寶》                           |              |
| 華視       | 《土地公傳奇》狐仙奇緣                   | 花姑         |
| 華視       | 《何四》                                 |              |
| 華視       | 《星願》                                 |              |
| 公視       | 《寶弟》                                 | 寶桂         |
| 公視       | 《曾經》                                 | 張明若       |
| 公視       | 《孽子》                                 | 露西         |
| 公視       | 《偵探物語》                             |              |
| 公視       | 《一顆子彈》                             |              |
| 公視       | 《我的青春ㄌㄨˋ》                        | 客串         |
| 公視       | 《不夠善良的我們》                       | 客串         |
| 民視       | 《陽光大地》                             |              |
| 民視       | 《外鄉女》                               | 潘母         |
| 民視       | 《三春記》                               | 王太太       |
| 超視       | 《我們一家都是人》清流工廠               | 藍           |
| 超視       | 《我們一家都是人》台灣精神               | 阿絲         |
| 超視       | 《我們一家都是人》一間客棧               | 孔鶴（孔雀） |
| 超視       | 《我們一家都是人》台灣精神               | 麗枝         |
| 大愛電視   | 《我的母親》                             | 黃蘭秀       |
| 大愛電視   | 《夏夜精選-拼命阿煌》                    | 周吳珍       |
| 大愛電視   | 《大地之子》                             | 莊心蕊       |
| 大愛電視   | 《撿稻穗系列-呼叫223》                   | 洪彩蝶       |
| 大愛電視   | 《矽谷阿嬤》                             | 楊太太       |
| 大愛電視   | 《有禮不亦樂乎》（兒童節目，入圍金鐘獎） |              |
| 大愛電視   | 《回家系列-有你真好》（製作人）          |              |
| 大愛電視   | 《水返腳的春天》                         | 周靜芬養母   |
| 大愛電視   | 《我家的美好時光》                       | 穆桂英       |
| 大愛電視   | 《日日好食光》                           |              |
| 八大電視   | 《五口之家》                             | 林儀華       |
| 東森戲劇台 | 《乒乓》                                 | 美琪         |
| 東森戲劇台 | 《W劇場：沒有你依然燦爛》                | 溫淑娜       |
| 緯來電影台 | 《頑皮鬼》（電視電影）                   | 高姿媚       |
| 三立都會台 | 《住左邊住右邊》                         | 蔡虹珮       |
| 三立都會台 | 《小資女孩向前衝》                       | 封仁月       |
| 三立都會台 | 《螺絲小姐要出嫁》                       | 高娜鵑       |
| 三立都會台 | 《大紅帽與小野狼》                       | 邱林紹筠     |
| TVBS       | 《七年級生》                             | 劉貴嬿       |
| 廣電基金   | 《智慧有價》                             |              |
| 廣電基金   | 《訂做一個你》                           | 吳太太       |
| 衛視中文台 | 《泡沫一家親》                           |              |
| 衛視中文台 | 《午夜照相館》（電視電影）               |              |
| 客家電視台 | 《烏陰天的好日子》                       | 丁媽媽       |
| 客家電視台 | 《戀戀舊山線》                           | 陳月滿       |
| 客家電視台 | 《月滿水沙漣》                           | 陳月滿       |
| 客家電視台 | 《上家下屋》                             | 客串         |
| Astro AEC  | 《逆風18》                               | 客串         |
|            | 《长在面包树上的女人》                   | 客串         |
| 樂視網     | 《詭案》                                 |              |
| 八大戲劇台 | 《因為我喜歡你》                         | 何采鳳       |

### 電影
| 年份   | 導演          | 片名                          | 角色         |
| 1991年 | 楊德昌        | 《牯嶺街少年殺人事件》        | 女警         |
| 1995年 | 陳玉勳        | 《熱帶魚》                    | 新聞主播     |
| 1995年 | 王小棣        | 《飛天》                      |              |
| 1996年 | 朱延平        | 《漫畫王》                    |              |
| 1997年 | 劉嘉明        | 《三十而立》                  |              |
| 1998年 | 李巨源        | 《為人民服務》                |              |
| 2003年 | 楊順清        | 《臺北二一》                  |              |
| 2006年 | 勞劍華        | 《午夜照相館》                |              |
| 2009年 | 王力宏        | 《戀愛通告》                  | 七逃郎       |
| 2010年 | 龍毅          | 《戀愛恐慌症》                | 瑾姨         |
| 2013年 | 連奕琦        | 《甜蜜殺機》                  | 紅姐         |
| 2015年 | 澎恰恰        | 《鐵獅玉玲瓏2》               | 化妝師       |
| 2016年 | 黃銘正        | 《傻瓜向錢衝》                | 育幼院院長   |
| 2016年 | 林世勇        | 《極樂宿舍》                  | 傅仁佩       |
| 2016年 | 羅頌其        | 《終極舞班》                  | 校長         |
| 2016年 | 楊順清        | 《 獨一無二》                 | 郎姐         |
| 2016年 | 麥可          | 《 我們不是一家人之少女小晴》 | 媽媽         |
| 2018年 | Gaëlle Mourre | 《囍宴機器人》                |              |
| 2019年 | 賴孟傑        | 《陪你很久很久》              |              |
| 2020年 | 陳玉勳        | 《消失的情人節》              | 劉文森的伴侶 |
| 2022年 | 稅成鐸        | 《再說一次我願意》            | 早餐店老闆娘 |
| 2025年 | 周騰          | 《腎上腺》                    |              |

### 配音
| 片名                                     | 角色   |
| 迪士尼《101真狗》                        | 庫伊拉 |
| 迪士尼《102斑点狗》                      | 庫伊拉 |
| 宏廣《紅孩兒：決戰火焰山》（導演：王童） | 蜘蛛精 |
| 宏廣、公視《少年噶瑪蘭》（導演：康進和） |        |

## 出版作品

### 影音
| 年份   | 名稱                              |
| 2000年 | 《愛情哇沙米》劇場原聲帶          |
| 2000年 | 《歡喜鴛鴦樓》劇場原聲帶          |
| 2001年 | 《8866》國小康軒國語讀書樂        |
| 2003年 | 《愛情有什麼道理》劇場原聲帶      |
| 2004年 | 《中華民國在台灣》影音相聲        |
| 2004年 | 《吳党所踪-（上）台鞠躬》影音相聲 |
| 2005年 | 《吳党所踪-（下）回分解》影音相聲 |
| 2005年 | 《吳雞之談》影音相聲              |
| 2006年 | 《郎強TALK秀-皆大歡喜》影音相聲   |
| 2009年 | 《吳間道》影音相聲                |

### 著作
| 年份   | 名稱                                            |
| 2020年 | 《郎祖筠的FUN演生活學》平安文化有限公司出版發行 |

## 導演作品

### 電視劇
| 年份   | 頻道       | 節目                                       |
| 2005年 | 東森綜合台 | 《好美麗診所》                             |
| 2009年 | 公視       | 人生劇展《我的青春ㄌㄨˋ》                  |
| 2010年 |            | 台灣展翅協會                               |
| 2010年 |            | 台灣婦女團體全國聯合會                     |
| 2010年 |            | 台北市女性權益促進會《陰道獨白》（舞台劇） |
| 2010年 | 客家電視台 | 《上家下屋》                               |
| 2011年 | 迪士尼頻道 | 《課間好時光》                             |
| 2014年 | 東森幼幼台 | 《萌學園六復活之戰》                       |
| 2015年 | 緯來電視   | 《把我娶回家》                             |
| 2017年 | 公視       | 《起鼓·出獅》                              |
| 2017年 | 緯來電影台 | 《你好！歡迎光臨》                         |
| 2017年 | 音樂劇     | 《我的媽媽是Eny》                          |
| 2019年 | 客家電視台 | 《烏陰天的好日子》                         |

### 歌仔戲
| 年份   | 劇團         | 劇名               |
| 2013年 | 一心戲劇團   | 《斷袖》           |
| 2014年 | 一心戲劇團   | 《斷袖》           |
| 2014年 | 陳亞蘭歌仔戲 | 《牛郎織女》       |
| 2014年 | 一心戲劇團   | 《烽火英雄劉銘傳》 |
| 2015年 | 一心戲劇團   | 《芙蓉歌》         |
| 2016年 | 一心戲劇團   | 《青絲劍》         |
| 2016年 | 明華園       | 《愛的波麗路》     |
| 2018年 | 一心戲劇團   | 《斷袖》           |

### 舞台劇
| 年份   | 劇團 | 劇名               |
| 2025年 |      | 《你的故事我的夢》 |

## 主持作品

### 電視節目
| 頻道             | 節目                             |
| 華視             | 《連環泡》                       |
| 華視             | 《江山萬里情》                   |
| 華視             | 《點燈》                         |
| 華視             | 《超齡實習生》                   |
| 台北光啟社       | 《淨空法師_幸福快樂安定泉源》    |
| 民視無線台       | 《非常生活》                     |
| 緯來             | 《兩岸走著瞧》                   |
| 公視             | 《戀戀茶香》                     |
| 三立都會台       | 《008情報王》                    |
| 中天電視         | 《2100全民亂講》                 |
| 中天電視         | 《全民大悶鍋》                   |
| 台視             | 《黃金舞台》                     |
| 台視             | 《歡樂急轉彎》〈腦筋急轉彎〉單元 |
| 國寶衛視         | 《奇異天堂》                     |
| 八大電視         | 《獨漏腥聞》                     |
| 八大電視         | 《獨漏60》                       |
| 八大電視         | 《Fashion Mall》                 |
| 八大電視         | 《台灣柑巴茶》                   |
| 中視             | 《雞蛋碰石頭》〈說文解字〉單元   |
| 中視             | 《好運到》                       |
| 中視             | 《顛覆地球》                     |
| 中視             | 《辣味滿屋－絕代雙椒》           |
| 中視二台         | 《女人萬歲》                     |
| 傳訊電視大地頻道 | 《超級洋顛瘋》                   |
| 東森綜合台       | 《女人生活家》                   |
| 東森綜合台       | 《鎖碼邊緣》                     |
| 東森綜合台       | 《誰語爭鋒》                     |
| 衛視中文台       | 《今夜來捉狂》                   |
| 飛梭衛視         | 《今夜入夢來》                   |
| 博視資訊台       | 《青春TALK站》                   |
| 華衛電視台       | 《情色邊緣》                     |
| 客家電視台       | 《後生人恁會喔》                 |
| 客家電視台       | 《HOT HOT後生客》                |
| 客家電視台       | 《奧林P客》                      |
| 好消息衛星電視台 | 《客家新事》                     |

### 頒獎典禮

#### 傳藝金曲獎
| 年份   | 節目             | 搭檔   |
| 2007年 | 第18屆傳藝金曲獎 | 趙自強 |
| 2009年 | 第20屆傳藝金曲獎 | 蘇逸洪 |
| 2013年 | 第24屆傳藝金曲獎 | 郭子乾 |
| 2015年 | 第26屆傳藝金曲獎 | 黃子佼 |
| 2016年 | 第27屆傳藝金曲獎 | 黃子佼 |
| 2018年 | 第29屆傳藝金曲獎 | 趙自強 |

### 廣播節目
| 頻道       | 節目               |
| News98     | 《日月神叫》       |
| 飛碟電台   | 《劈哩啪拉遊台灣》 |
| 飛碟電台   | 《飛碟悠遊樂》     |
| 飛碟電台   | 《郎姐愛哈客》     |
| 全國廣播   | 《裸體晒月光》     |
| 快樂聯播網 | 《郎姑HAPPY TIME》 |
| 中廣流行網 | 《知音時間》       |
| 中廣流行網 | 《都會物語》       |
| 中廣流行網 | 《台灣E起來》      |
| 中廣流行網 | 《生活大玩家》     |
| IC之音電台 | 《夢想筆記》       |
| Podcast    | 《藝起KONG大事》   |
| Podcast    | 《詭哭郎嚎》       |

## 廣告代言
- 柯達軟片
- 牛農鮮乳
- 牛頭牌食品
- 鴻茂水塔
- 鴻茂電熱水器
- 五香乖乖
- 董頂舞龍茶
- 媚登峰
- 五月花衛生紙
- 優見長米
- 歐地潔地板清潔劑
- 愛德蘭絲
- 青雲股票機
- 宏星加味姑嫂丸MC魔咒篇（配音）
- 頂好超市

## 獲獎

### 電視金鐘獎
| 年份   | 獲提名                       | 獎項                             | 結果 |
| ------ | ---------------------------- | -------------------------------- | ---- |
| 1997年 | 《我們一家都是人：台灣精神》 | 第32屆金鐘獎最佳女配角           | 提名 |
| 1999年 | 《非常生活》                 | 第34屆金鐘獎教育文化節目主持人獎 | 提名 |
| 2009年 | 《奧林P客》                  | 第44屆金鐘獎兒童少年節目主持人獎 | 提名 |
| 2011年 | 《奧林P客》                  | 第46屆金鐘獎兒童少年節目主持人獎 | 提名 |

### 金馬獎
| 年份   | 獲提名       | 獎項                   | 結果 |
| ------ | ------------ | ---------------------- | ---- |
| 2014年 | 《甜蜜殺機》 | 第51屆金馬獎最佳女配角 | 提名 |

## 公益事業
- 自1998年起擔任中華民國老人福利聯盟終身義工及代言人。
- 擔任勵馨基金會主持人及輔導迷途少女之馨姐。
- 擔任創世基金會募款主持人。
- 擔任心路基金會募款主持人。

## 腳注及引用
1. ↑  . Yahoo奇摩娛樂訊息. 2015年7月15日  [2016-04-21]. （唐立淇、金鐘獎最佳編劇兼金獎評審委員的陳世杰、資深演員王耿豪、金鐘獎最佳導演王明、還有「郎姑」郎祖筠、音樂人郭子、張玉嬿，都是同班同學……）
2. ↑  . NOWnews 今日新聞. 2017-12-18  [2017-12-18]. （原始内容存档于2017-12-18）.
3. ↑  張靜慧, 黃惠如. . 天下雜誌. 2023-02-14  [2023-04-15]. （原始内容存档于2023-03-16） （中文）.
4. ↑  .   [2024-06-30]. （原始内容存档于2024-06-28）.
5. ↑  金馬獎入圍戰力分析 （页面存档备份，存于），中央社，2014年11月12日
6. ↑  金馬獎2014完整入圍名單出爐 （页面存档备份，存于），中央社，2014年10月1日

## 外部連結
- 郎祖筠的Facebook專頁
- 郎祖筠的新浪微博
- 郎祖筠在互联网电影资料库（IMDb）上的資料（英文）
- 郎祖筠在香港影庫上的簡介
- 郎祖筠在豆瓣上的资料（简体中文）
- 郎祖筠在时光网上的簡介（简体中文）
- 郎祖筠 ⋅ TEDxTaipei （页面存档备份，存于）
- 華文影史庫 郎祖筠簡介 （页面存档备份，存于）（繁體中文）